# Sint-Vincentius a Paulokerk (Ekeren)
De Sint-Vincentius a Paulokerk is een parochiekerk in de tot de plaats Ekeren behorende wijk Leugenberg, gelegen aan Leugenberg 143.
Deze kerk werd gebouwd in 1934 naar ontwerp van Henry Claes. Hier werd in 1936 ook de Sint-Vincentiusschool en in 1948 een parochiezaal gebouwd. In 1977 kwam een klokkentoren tot stand.
De kerk bestaat uit een laag paviljoen met plat dak, en een als huis uitgevoerd, hoger deel onder zadeldak.
De open klokkentoren is aan het lage paviljoen vastgebouwd en springt iets naar voren.